# Орлинская волость (Севский уезд)
О́рлинская волость — административно-территориальная единица в составе Севского уезда.
Административный центр — село Орлия.

## История
Волость была образована в ходе реформы 1861 года. В 1880-е годы её территория была расширена за счёт упразднённых Павловской и Страчёвской волости.
В мае 1924 года, при укрупнении волостей, Орлинская волость была упразднена, а её территория разделена между Хинельской и Суземской волостями.
Ныне территория бывшей Орлинской волости разделена между Севским и Суземским районами Брянской области.

## Административное деление
В 1920 году в состав Орлинской волости входили следующие сельсоветы: Безготковский, Ефимовичский, Орлеслободский, Орлянский, Павловичский, Полевоновосельский, Световский, Страчовский, Торлоповский, Филипповский.